# John J. O’Connor (Politiker)

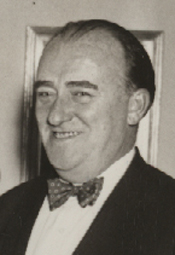
John J. O’Connor

John Joseph O’Connor (* 23. November 1885 in Raynham, Massachusetts; † 26. Januar 1960 in Washington, D.C.) war ein US-amerikanischer Jurist und Politiker. Zwischen 1923 und 1939 vertrat er den Bundesstaat New York im US-Repräsentantenhaus.

## Werdegang
John Joseph O’Connor besuchte öffentliche Schulen. Er graduierte 1908 an der Brown University in Providence (Rhode Island) und 1911 am Law Department der Harvard University. Seine Zulassung als Anwalt erhielt er 1910 in Massachusetts. 1911 zog er nach New York City. Seine Zulassung als Anwalt in New York erhielt er 1912 und begann im Anschluss zu praktizieren. 1915 nahm er als Secretary der Demokratischen Partei an der verfassunggebenden Versammlung von New York teil. Zwischen 1920 und 1923 saß er in der New York State Assembly. Während dieser Zeit war er in den Jahren 1921 und 1922 Legislative Secretary in der Child Welfare Commission. Dann hielt er in den Jahren 1922 und 1923 den Posten als stellvertretender Vorsitzender im Legislative Committee on the Exploitation of Immigrants. Daneben war er in den Jahren 1922 und 1923 Mitglied im Legislative Committee on the Revision of the Corporation Laws von New York. O’Connor nahm zwischen 1919 und 1938 als Delegierter an allen New York State und County Conventions teil sowie 1936 als Delegierter (at-large) an der Democratic National Convention in Philadelphia. Politisch gehörte er der Demokratischen Partei an.
O’Connor wurde in einer Nachwahl am 6. November 1923 im 16. Wahlbezirk von New York in das US-Repräsentantenhaus in Washington D.C. gewählt, um dort die Vakanz zu füllen, die durch den Tod von William Bourke Cockran entstand. Er wurde sechs Mal in Folge wiedergewählt. Danach erlitt er bei seiner demokratischen Nominierung eine Niederlage, gewann allerdings die republikanische. Bei den folgenden Kongresswahlen des Jahres 1938 für den 76. Kongress ging er als Verlierer aus dem Rennen und schied als Folge davon nach dem 3. Januar 1939 aus dem Kongress aus. Als Kongressabgeordneter hatte er den Vorsitz über das Committee on Rules (74. und 75. Kongress).
Nach seiner Kongresszeit ging er in New York City und Washington D.C. wieder seiner Tätigkeit als Anwalt nach. Am 26. Januar 1960 verstarb er in Washington D.C. und wurde auf dem Gate of Heaven Cemetery in Silver Spring (Maryland) beigesetzt.